# Kalzhan Taizhanova
Kalzhan Taizhanova (27 de marzo de 1985) es una deportista kazaja que compitió en judo. Ganó una medalla de bronce en el Campeonato Asiático de Judo de 2005 en la categoría de –70 kg.

## Palmarés internacional
| Campeonato Asiático | Campeonato Asiático  | Campeonato Asiático | Campeonato Asiático |
| Año                 | Lugar                | Medalla             | Categoría           |
| ------------------- | -------------------- | ------------------- | ------------------- |
| 2005                | Taskent (Uzbekistán) | Medalla de bronce   | –70 kg              |